# Henkeloteri
El henkeloteri (Henkelotherium guimarotae) és una espècie extinta de mamífer driolèstide de la família dels driolèstids. Visqué durant el Juràssic superior (Kimmeridgià, fa aproximadament 145 milions d'anys). Se n'han trobat restes fòssils al Portugal, al cèlebre jaciment de Guimarota.